# Való Világ
A Való Világ magyarországi beköltözős valóságshow-sorozat, melyet az RTL, majd 2014-től 2023-ig az RTL Kettő vetítette, 2024-től az RTL+ a Cool TV, a korábbi évadok ismétléseit pedig az RTL Három csatornán adták le.

## Szériák
Az első és a második szériában
A casting után a zsűri továbbjuttat 30 (első széria); 36 (második széria) embert, akiket a nézők beszavazó show-k keretein belül juttathatnak be a Villába telefon és SMS segítségével. Minden beszavazó show-n három vállalkozó kedvű vesz részt, de közülük természetesen csak egy kerülhet játékba. A második szériában volt egy tizenharmadik, vigaszágas beszavazó. Ha a Villában kialakult az összlétszám (ami szériánként változó), kezdődhet a kiszavazás. Először is egy kiválasztás, amikor is a villalakóknak ki kell választaniuk egy társukat, akit kint szeretnének tudni. A kiválasztott az első szériában egy, a második szériától kezdve még két játékostársára ráköti a zöld kendőt, akikkel párbajozni szeretne. Ez a kihívás. Ezek után az első szériában a "kiválasztott" és a "kihívott" megy párbajra, a második szériától pedig a nézőknek arra a párbajozó-jelöltre kell a legtöbb voksot küldeni, akit meg szeretnének mérkőztetni a kiválasztottal. Akire a legkevesebb szavazat jön, biztosan benn marad. A két kieső-jelölt tehát a kiválasztott és a (legtöbb voksot kapott) kihívott lesz. Ők párbajon vesznek részt, melyen a szerényebb szavazattal rendelkező játékos búcsúzik. A nyertes párbajozó visszamehet a Villába, és védettséget élvezve a következő kiválasztáson egy villalakó sem szavazhat rá.
A harmadik szériában
A harmadik széria menete annyiban tért el elődeiétől, hogy szilveszterkor szerelmes párok vetélkedtek a beszavazó show-ban (így jutott be Szilvi és Frenki).
Akit a castingon nem juttatott tovább a zsűri, az licitálhatott. A három legtöbb pénzt ajánló személy is beszavazó show-n vett részt, majd a nézők döntötték el, ki menjen a Villába (Jenny).
A negyedik szériában
A negyedik szériában annyi újítás volt, hogy a beszavazó showban egy adott karaktertípusból vesznek részt hárman, köztük a testvérek és a házaspárok, akik ketten költöztek be. Végül egy szavazási anomália folytán a tervezett 14 helyett 15-en kerültek be, illetve egy kizárás is volt, aki helyett vigaszágon mást szavaztak be, két játékos pedig feladta a versenyt.
A kihíváson újra csak egy embert hív ki a kiválasztott az első szériához hasonlóan.
Az ötödik szériában
Az ötödik Való Világ szériához nemcsak a Villát alakították át, hanem elkészült egy új épület is. Az Aréna a játékban kéthetente zajló Megmérettetés helyszíne. Ebben az évadban a Párbaj elleni védettséget immáron a Megmérettetés során szerzi meg a játékos. A VV5 szeptember 12-én kezdődött, az augusztusi kezdés helyett. 48 villa lakó jelölt került be a beszavazó műsorokba, ahonnan a 14 kategória győztese jutott be a villába, úgy hogy a játék elején a nézők két játékost kiszavaztak, és helyükre két másik játékost küldtek.
A hatodik szériában
A hatodik évad beszavazóshow nélkül kezdődött, valamint változott a szavazás menete is. Hat lakó kezdte el a villalétet és naponta érkezett új játékos, míg végül elérték a 11 fős létszámot. Ekkor elhagyja az a versenyző a villát, aki a széria elején indított szimpátia-szavazáson a legkevesebb szavazatot kapta. Helyére jön két új versenyző, így lesz 12 a létszám. A szavazás alapját immáron nem az SMS-ek, hanem egy okostelefonra fejlesztett alkalmazáson keresztül leadott – díjmentes – voksok adják.
A hetedik szériában
A hetedik évad beszavazóshow nélkül kezdődött. Hat lakó kezdte el a villalétet és naponta érkezett új játékos, míg végül elérték a 12 fős létszámot. Ekkor egy újabb villalakó érkezik, és egy meglévő távozik; az, aki az évad elejétől elindult szimpátia-szavazáson a legkevesebb szavazatot kapta. A szavazás alapját továbbra is egy okostelefonra fejlesztett alkalmazáson keresztül leadott – díjmentes – voksok adják. Ebben az évadban újításként szuperképességeket is kaptak a lakók. A 7. évad fináléjának a végén utalást kaptunk a 8. évad indulására.
A nyolcadik szériában
A nyolcadik évad beszavazóshow nélkül kezdődött. Nyolc lakó kezdte el a villalétet és naponta érkezett új játékos, míg végül elérték a 13 fős létszámot. Az utolsó beköltözésnél ketten költöztek be egyszerre. Később egy újabb villalakó érkezik, és egy meglévő távozik; az, aki a korábban elindult szimpátia-szavazáson a legkevesebb szavazatot kapta. A szavazás itt még a honlapon készült, az első kihívástól kezdve viszont a szavazás alapját ismét egy okostelefonra fejlesztett alkalmazáson keresztül leadott – díjmentes – voksok adják. Ebben az évadban újításként megvásárolták a Big Brother licencét, így a két műsor arculata lett keverve. A játékmenet szempontjából maradtak a Való Világ alapjai.
A kilencedik szériában
A kilencedik évad beszavazóshow nélkül kezdődött. Hét játékos kezdte el a villalétet, és naponta érkezett új játékos, míg végül elérték a 12 fős létszámot.
A tizedik szériában
A tizedik évad az előző évadokhoz hasonlóan beszavazóshow nélkül kezdődött. Hét játékos kezdte el a villalétet, és naponta érkezett új játékos, míg végül egy csere után elérték a 13 fős létszámot. A szerkesztők a műsor tizedik évadát figyelembe véve új arculattal ruházták fel a műsort. Megújult a műsor logója, amelyben az első évadtól használt szívritmus szimbólum (utalva a műsor rövidítésére: VV) mögötti tér ezúttal kék lett, sárgával (a Belevalóban rózsaszín) pedig egy római tízes (X) szerepel a jubileumi évadra tekintettel. Emellett megújult a műsor főcímdala is, melyet Binkhy és Manuel énekelnek. Zenei alapját Lotfi Begi, Nagy Dávid és Szabó Zé szerezte, míg a szöveget Manuel és Molnár Tamás írta. A villalakók először telefonokat kaptak a villába, amelyeken csak fotózásra és videózásra használtak, valamint ezen keresztül kaptak üzeneteket. A rögzített képeket és videókat az Instagram oldalukon tették közzé a szerkesztők. Az RTL Most+ felületén az eddigi évadokhoz képest most először egy új kísérőműsort forgattak, melynek címe Jöttem, láttam, buktam volt. Ebben a műsorban hétről-hétre exkluzív tartalmakat mutatnak be a kiesett villalakókról, valamint a nézők betekintést nyerhetnek a magánéletükbe.
A tizenegyedik szériában
A tizenegyedik évadban az első beköltöző show-n 8 játékos kezdte el a villalétet, a naponta érkezett új játékosokkal az első hét végére elérték a 13 fős létszámot, majd egy előző napon indított unszimpátia szavazással kiesett egyvalaki, és még aznap két új beköltöző is érkezett, így a tizenegyedik évad 14 fős maximális létszámmal indult. A főcímdal megmaradt a jubileumi tizedik évadból, minden grafikai arculatelem azonban megújult az új évadra. A villalakók ebben a szériában már beköltözéskor megkapták a tizedik évad újítását jelentő lebutított VV-s telefonjaikat, amiket folyamatosan használtak tartalomgyártásra. A tizenegyedik évadban játékba került a piros kendő, ami egy kivételes jogot biztosít a tulajdonosának: kiválasztás vagy kihívás esetén maga helyett mást küldhet párbajozni. Az évad legnagyobb újdonsága pedig az RTL+ online csatorna élő stream közvetítése, amin keresztül a nézők 0-24-ben figyelemmel követhették a villalakók életét.

## Évadok
| Széria        | Kezdet               | Finálé             | Adások | Győztesek                                  | Műsorvezető                              | Tévécsatorna           | Villa helyszín       |
| ------------- | -------------------- | ------------------ | ------ | ------------------------------------------ | ---------------------------------------- | ---------------------- | -------------------- |
| Való Világ 1  | 2002. szeptember 11. | 2002. december 22. | 102    | Szabolcs (27) (Mészáros Szabolcs)          | Stohl András Czifra Noémi                |                        | Kunigunda úti stúdió |
| Való Világ 2  | 2003. január 1.      | 2003. június 1.    | 153    | Laci (31) (Vitkó László)                   | Stohl András Czifra Noémi                |                        | Kunigunda úti stúdió |
| Való Világ 3  | 2003. december 28.   | 2004. június 4.    | 163    | Milo (18) (Gyukin Milovan)                 | Stohl András Lilu                        |                        | Kunigunda úti stúdió |
| Való Világ 4  | 2010. november 20.   | 2011. május 8.     | 171    | Alekosz (32) (Nagy Alekosz)                | Stohl András Sebestyén Balázs Lilu       | Nagytétényi úti stúdió |                      |
| Való Világ 5  | 2011. szeptember 12. | 2012. február 26.  | 168    | Attila (33) (Knapp Attila)                 | Sebestyén Balázs Lilu                    | Nagytétényi úti stúdió |                      |
| Való Világ 6  | 2014. január 12.     | 2014. május 11.    | 120    | Aurelio (23) (Caversaccio Aurelio Onorato) | Istenes Bence Lilu                       | Nagytétényi úti stúdió |                      |
| Való Világ 7  | 2014. november 16.   | 2015. március 1.   | 106    | Robin (26) (Mittly Dávid)                  | Istenes Bence Lilu                       | Nagytétényi úti stúdió |                      |
| Való Világ 8  | 2016. augusztus 27.  | 2016. december 11. | 106    | Soma (21) (Farkas Soma)                    | Istenes Bence Nádai Anikó                | Nagytétényi úti stúdió |                      |
| Való Világ 9  | 2018. november 4.    | 2019. február 17.  | 106    | Zsuzsu (23) (Varga Zsuzsanna)              | Puskás Peti Nádai Anikó                  | Nagytétényi úti stúdió |                      |
| Való Világ 10 | 2020. november 14.   | 2021. február 27.  | 106    | Vivi (21) (Szilágyi Vivien)                | Puskás Peti Nádai Anikó                  | Nagytétényi úti stúdió |                      |
| Való Világ 11 | 2022. november 20.   | 2023. március 5.   | 106    | Kriszti (23) (Karnics Kriszta)             | Puskás Peti Schumacher Vanda Nádai Anikó | Nagytétényi úti stúdió |                      |
| Való Világ 12 | 2024. május 5.       | 2024. július 28.   | 85     | Ádi (25) (Farkas Ádám)                     | Puskás Peti Megyeri Csilla               | Nagytétényi úti stúdió |                      |
| Való Világ 13 | 2025.                |                    |        |                                            |                                          | Nagytétényi úti stúdió |                      |

## Kísérő műsorai

### BeleValóVilág
| Széria        | Kezdet               | Finálé             | Adások | Műsorvezető                                       | Tévécsatorna |
| ------------- | -------------------- | ------------------ | ------ | ------------------------------------------------- | ------------ |
| Való Világ 1  | 2002. szeptember 30. | 2002. december 20. | 71     | Mézes Csaba Czifra Noémi                          |              |
| Való Világ 2  | 2003. január 6.      | 2003. május 30.    | 126    | Majka VV Györgyi                                  |              |
| Való Világ 3  | 2004. január 2.      | 2004. június 3.    | 133    | Lilu Majka VV Györgyi                             |              |
| Való Világ 4  | 2010. november 29.   | 2011. május 8.     | 160    | Valkó Eszter Gáspár Győző                         |              |
| Való Világ 5  | 2011. szeptember 19. | 2012. február 26.  | 150    | Nádai Anikó Rácz Béci Simor Olivér                |              |
| Való Világ 6  | 2014. február 2.     | 2014. május 10.    | 98     | Csobot Adél Rácz Béci                             |              |
| Való Világ 7  | 2014. november 17.   | 2015. február 28.  | 102    | Baukó Éva Aurelio                                 |              |
| Való Világ 8  | 2016. augusztus 27.  | 2016. december 10. | 106    | Aurelio Gáspár Győző                              |              |
| Való Világ 9  | 2018. november 4.    | 2019. február 17.  | 105    | Baukó Éva Gáspár Győző                            |              |
| Való Világ 10 | 2020. november 14.   | 2021. február 27.  | 106    | Schumacher Vanda Gáspár Győző                     |              |
| Való Világ 11 | 2022. november 20.   | 2023. március 5.   | 105    | Schumacher Vanda Kamarás Norbert Balázs Mercédesz |              |

### NekedValó
| Széria       | Kezdet               | Finálé            | Műsorvezető                | Tévécsatorna |
| ------------ | -------------------- | ----------------- | -------------------------- | ------------ |
| Való Világ 4 | 2010. november 20.   | 2011. május 8.    | Mádai Vivien Istenes Bence |              |
| Való Világ 5 | 2011. szeptember 12. | 2012. február 26. | Rácz Gigi Istenes Bence    |              |

## Készítése
- A villa Budapesten, a XXII. kerületi Nagytétényi úti Campona bevásárlóközpont déli oldalán épült fel. é. sz. 47° 24′ 17″, k. h. 19° 00′ 47″47.404858°N 19.013106°E (Az 1-3. szériák helyszínéül a Magyar Televízió kaszásdűlői, Kunigunda útján lévő telepén bérelt 8-as stúdió és a hozzáépített könnyűszerkezetes villaépület szolgált.)
- A korábbi szériákkal szemben a negyedikben az interneten nem volt folyamatos közvetítés a villából. Az online adás – cenzúrázás miatt – 15 perces késleltetéssel volt látható.
- A negyedik szezon elkészítése 800 millió forintba került.[3]

## A show nézettsége
A műsor Magyarország legnézettebb reality-jévé nőtte ki magát az évek során.
A Való Világ 1 és a konkurens Big Brother 1 párhuzamosan futott a képernyőn egyazon műsoridőben. A VV első szériája 1,5 milliós nézettségével még csak szorongatta a Nagy Testvért. A nagy áttörést a Való Világ 2 jelentette, mely 1,75 millió nézőjével „kiütötte” a BB2-t. A hatalmas sikerre való tekintettel az RTL Klub elindította első magyar fejlesztésű valóságshow-jának harmadik sorozatát, a Való Világ 3-at, amely abszolút siker volt 2 millió nézővel naponta. 2010-ben, 6 évvel a Való Világ harmadik szériája után az RTL Klub ismét műsorára tűzte a produkciót. A kezdeti nehézségek után a műsor végül beváltotta a nézettséghez fűzött reményeket, a finálét 2,3 millióan követték. Kevesebb, mint fél évvel a 4. széria fináléja után a csatorna elindította a Való Világ ötödik szériáját, amely szintén jó nézettséggel szolgált az RTL Klubnak: a finálét 1,5 millióan nézték. A VV6 már az RTL II-n volt látható, amely felülmúlta a szerkesztők várakozását: 628 ezer nézővel rajtolt a teljes lakosságból, ami egy akkor még 52%-os lefedettségű kábeltévénel igen jónak számított, azonban ez nem maradt meg sokáig, a nézettség kissé visszaesett a műsor során. Nagy reménnyel indították el a VV7-et, azonban ez a széria szerényebb eredményeket ért el, 300-400 ezer néző kísérte figyelemmel a realityt, azonban a hatodik szériával szemben itt a nézettség növekedése volt megfigyelhető.

## Díjak
- Story Ötcsillag-díj (2002) – Az év tévés produkciója
- Story Ötcsillag-díj (2011) – Az év tévés produkciója
- Story Ötcsillag-díj (2012) – Az év tévés produkciója

## VV külföldön
A ValóVilág magyarországi sikertörténete más országokban is megismétlődött. 2005 őszén indult el Csehországban és Szlovákiában a műsor helyi változata. Csehországban a Prima TV kezdte az első szériát augusztus 15-én, Szlovákiában pedig a JOJ TV szeptember 9-én. A műsor mindkét országban VyVolení címen futott, ami magyarul "Kiválasztott"-at jelent.
A magyarországi reality-háború Csehországban és Szlovákiában is megismétlődött, mindkét országban párhuzamosan sugározták a Big Brother helyi változatait is. Viszont ezekben az országokban már az első szériánál eldőlt a verseny, a VV már az első hetekben olyan előnyre tett szert, hogy mindkét országban kiütötte a Big Brothert a főműsoridőből.
A VyVoleni első szériájával mindkét országban nézettségi rekordokat döntöttek az azt sugárzó kisebb kereskedelmi televíziók. 2006 elején természetesen elindult a VV2 mindkét országban, a Big Brothert nem indították újra.
Bár az első széria sikerét nem sikerült megismételni, de a műsor továbbra is a két csatorna történelmének legsikeresebb projektjének számít.
Csehországban 2007 őszén indult a VV harmadik szériája a Prima TV-n, amelynek a VV 1 sikere után új tulajdonosa lett, a Magyarországon a Viasat3-at működtető MTG csoport. 2013-ban aztán újra műsorra tűzték a reality-t VyVolení 4 néven.

## ValóVilágtól a Big Brotherig
A ValóVilágtól a Big Brotherig 8 részes best of sorozat, mely minden egyes szériának a legjobb jeleneteit mutatta be. A sorozat 2016. december 12-én kezdődött, és minden hétfő este vetítették.